# Mustapić
Mustapić (cyr. Мустапић) – wieś w Serbii, w okręgu braniczewskim, w gminie Kučevo. W 2011 roku liczyła 596 mieszkańców.